# Liste der Monuments historiques in Verdelot
Die Liste der Monuments historiques in Verdelot führt die Monuments historiques in der französischen Gemeinde Verdelot auf.

## Liste der Bauwerke
| Bezeichnung                   | Beschreibung              | Standort | Kennzeichnung | Schutzstatus | Datum     | Bild           |
| ----------------------------- | ------------------------- | -------- | ------------- | ------------ | --------- | -------------- |
| Schloss Launoy-Renault        | Erbaut im 13. Jahrhundert | (Lage)   | PA00087312    | Inscrit      | 1986 2015 |                |
| Kirche St-Crépin-St-Crépinien | Erbaut im 12. Jahrhundert | (Lage)   | PA00087313    | Inscrit      | 1927      | weitere Bilder |

## Liste der Objekte
Zum Verständnis siehe: Kirchenausstattung
- Monuments historiques (Objekte) in Verdelot in der Base Palissy des französischen Kultusministeriums